# ICCアメリカ
ICCアメリカ（英語: ICC Americas）は、アメリカ州の各国・地域協会を統括する、国際クリケット評議会（ICC）傘下のクリケットの大陸連盟である。事務局の所在地はアメリカ合衆国のコロラドスプリングス。2023年現在、17の国・地域のクリケット協会が加盟している。西インド諸島代表はカリブ海地域の15の国と地域が連合になった多国籍ナショナルチームであることから、実質的に30を超える国・地域が所属エリアとなる。

## 加盟国
加盟している国・地域は以下の通り。2023年11月現在。
| ICC正会員              |
| ---------------------- |
| 西インド諸島           |
| ICC準会員              |
| アルゼンチン           |
| バハマ                 |
| ベリーズ               |
| バミューダ諸島         |
| ブラジル               |
| カナダ                 |
| ケイマン諸島           |
| チリ                   |
| コスタリカ             |
| フォークランド諸島     |
| メキシコ               |
| パナマ                 |
| ペルー                 |
| スリナム               |
| タークス・カイコス諸島 |
| アメリカ合衆国         |